# Arteh
Arteh (persiska: ارته) är en ort i Iran.   Den ligger i provinsen Chahar Mahal och Bakhtiari, i den centrala delen av landet, 400 km söder om huvudstaden Teheran. Arteh ligger 1 644 meter över havet och antalet invånare är 641.
Terrängen runt Arteh är bergig söderut, men norrut är den kuperad. Arteh ligger nere i en dal. Runt Arteh är det ganska glesbefolkat, med 42 invånare per kvadratkilometer. Arteh är det största samhället i trakten. Omgivningarna runt Arteh är i huvudsak ett öppet busklandskap.